# Curriea fenestrata
Curriea fenestrata är en stekelart som beskrevs av Szepligeti 1914. Curriea fenestrata ingår i släktet Curriea och familjen bracksteklar. Inga underarter finns listade i Catalogue of Life.